# Umrangso
Umrangso is een dorp in het district Dima Hasao van de Indiase staat Assam. 

## Demografie
Volgens de Indiase volkstelling van 2001 wonen er 9.024 mensen in Umrangso, waarvan 55% mannelijk en 45% vrouwelijk is. De plaats heeft een alfabetiseringsgraad van 74%. 